# San Antonio Spurs 1991-1992
La stagione 1991-92 dei San Antonio Spurs fu la 16ª nella NBA per la franchigia.
I San Antonio Spurs arrivarono secondi nella Midwest Division della Western Conference con un record di 47-35. Nei play-off persero al primo turno con i Phoenix Suns (3-1).

## Classifica
| Squadra                | V  | P  | %    | GB |
| ---------------------- | -- | -- | ---- | -- |
| Utah Jazz              | 55 | 27 | 67,1 | -  |
| San Antonio Spurs      | 47 | 35 | 57,3 | 8  |
| Houston Rockets        | 42 | 40 | 51,2 | 13 |
| Denver Nuggets         | 24 | 58 | 29,3 | 31 |
| Dallas Mavericks       | 22 | 60 | 26,8 | 33 |
| Minnesota Timberwolves | 15 | 67 | 18,3 | 40 |

## Roster
| N°    | Naz.                   | Ruolo | Sportivo        | Anno | Alt. | Peso |
| ----- | ---------------------- | ----- | --------------- | ---- | ---- | ---- |
| 1     | Stati Uniti (bandiera) | G     | Rod Strickland  | 1966 | 191  | 79   |
| 3     | Stati Uniti (bandiera) | GA    | Sean Higgins    | 1968 | 206  | 93   |
| 5     | Stati Uniti (bandiera) | A     | Donald Royal    | 1966 | 203  | 95   |
| 6     | Stati Uniti (bandiera) | G     | Trent Tucker    | 1959 | 196  | 88   |
| 8     | Stati Uniti (bandiera) | GA    | Paul Pressey    | 1958 | 196  | 84   |
| 15    | Stati Uniti (bandiera) | G     | Avery Johnson   | 1965 | 178  | 79   |
| 15-25 | Stati Uniti (bandiera) | G     | Vinnie Johnson  | 1956 | 188  | 91   |
| 21    | Stati Uniti (bandiera) | G     | Morlon Wiley    | 1966 | 193  | 84   |
| 21    | Stati Uniti (bandiera) | AC    | Sidney Green    | 1961 | 206  | 100  |
| 22    | Stati Uniti (bandiera) | G     | Tom Garrick     | 1966 | 188  | 84   |
| 23    | Stati Uniti (bandiera) | G     | Greg Sutton     | 1967 | 188  | 75   |
| 30    | Stati Uniti (bandiera) | C     | Tom Copa        | 1964 | 208  | 125  |
| 32    | Stati Uniti (bandiera) | A     | Sean Elliott    | 1968 | 203  | 93   |
| 33    | Stati Uniti (bandiera) | GA    | Jud Buechler    | 1968 | 198  | 100  |
| 34    | Stati Uniti (bandiera) | A     | Terry Cummings  | 1961 | 206  | 100  |
| 35    | Stati Uniti (bandiera) | AC    | Antoine Carr    | 1961 | 206  | 102  |
| 40    | Stati Uniti (bandiera) | GA    | Willie Anderson | 1967 | 201  | 86   |
| 42    | Stati Uniti (bandiera) | G     | Steve Bardo     | 1968 | 196  | 86   |
| 45    | Stati Uniti (bandiera) | A     | Tony Massenburg | 1967 | 206  | 100  |
| 50    | Stati Uniti (bandiera) | C     | David Robinson  | 1965 | 216  | 107  |

## Staff tecnico
- Allenatori: Larry Brown (21-17) (fino al 21 gennaio)[1], Bob Bass (26-18)
- Vice-allenatori: R.C. Buford, Gregg Popovich, Ed Manning